# 北京交通大学电子信息工程学院
电子信息工程学院，习惯简称“电信学院”，为北京交通大学的一个学院。
1909年，铁路管理传习所增设邮电班，为电子信息工程学院渊源所在。该学院现有教授45人，副教授83人。在校博士研究生280余人，硕士研究生1000余人、本科生约500人。

## 下设机构
- 信息与通信工程系
- 自动控制工程系
- 电子科学与技术系
- 光波技术研究所
- 国家电工电子教学基地

## 著名校友
- 简水生：中国科学院院士。